# Stories (Ms.OOJAのアルバム)
『Stories』（ストーリーズ）は、Ms.OOJAのEP。2018年10月24日、Universal Sigmaから発売された。

## 概要
「Stories」はMs.OOJAと5人の女性著名人との対談を元に、それぞれの物語が描かれた5曲が収録されたコラボレーションEP。
M.OOJAが同じ時代を生き抜く5名の女性著名人とメッセージを紡ぎ、歌詞を共作した5曲が収録された。5人それぞれとの対談の内容は特設サイトに書き起こされ、Youtubeに動画がアップされた。
貫地谷しほりとMs.OOJAとの出会いは共通の知人を介した約1年前の食事会がきっかけで、プライベートでも仲良くなり、今回のコラボレーションに至った。共作詞した「星をこえて」はミュージックビデオが制作され、貫地谷しほりも出演した
真矢みきとMs.OOJAとの出会いは真矢みきが宝塚歌劇団として出演したテレビ番組「水曜歌謡祭」であったが、個人的に親しくなるきっかけとなったのは遊助のライブで偶然隣り合わせたことだった。
浅尾美和とMs.OOJAとの出会いは同じ三重県出身のバドミントン選手小椋久美子を介してであった。
近藤くみことMs.OOJAは同じ三重県四日市市出身、中学校は別々だったが同学年でソフトテニス部であったため、ソフトテニスの大会で何度も顔を合わせた旧知の仲だった。上京後再会してからの縁が今回の共作に至った。
井上麻矢とMs.OOJAとの出会いは、井上麻矢の著書「夜中の電話――父・井上ひさし 最後の言葉」をMs.OOJAが読んだことがきっかけだった。
「星をこえて」は中部電力「全力の電力。」CMソングに使用された。
アルバムジャケットは女性アートディレクターの川岸涼子が担当した。

## 収録曲
| #         | タイトル               | 作詞                                    | 作曲                                  | 時間  |
| --------- | ---------------------- | --------------------------------------- | ------------------------------------- | ----- |
| 1.        | 「星をこえて」         | Ms.OOJA/貫地谷しほり/ルンヒャン         | Ryosuke"Dr.R"Sakai/Ms.OOJA/ルンヒャン | 4:04  |
| 2.        | 「蒼波」               | Ms.OOJA/真矢ミキ/ルンヒャン             | Ryosuke"Dr.R"Sakai/Ms.OOJA/ルンヒャン | 3:50  |
| 3.        | 「愛しい人よ」         | Ms.OOJA/浅尾美和/ルンヒャン             | Ryosuke"Dr.R"Sakai/Ms.OOJA/ルンヒャン | 4:24  |
| 4.        | 「イヤフォン」         | Ms.OOJA/近藤くみこ(ニッチェ)/ルンヒャン | Ms.OOJA/ルンヒャン                    | 4:52  |
| 5.        | 「あの日のメロディー」 | Ms.OOJA/井上麻矢/ルンヒャン             | Ms.OOJA/ルンヒャン                    | 4:04  |
| 合計時間: | 合計時間:              | 合計時間:                               | 合計時間:                             | 21:17 |

## ミュージックビデオ
| 曲名               | ミュージックビデオ                         |
| ------------------ | ------------------------------------------ |
| 星をこえて         | Ms.OOJA「星をこえて」 - YouTube            |
| 蒼波               | Ms.OOJA「蒼波」 - YouTube                  |
| 蒼波               | Ms.OOJA《蒼波》 - 新浪微博（簡体字中国語） |
| 愛しい人よ         | Ms.OOJA「愛しい人よ」 - YouTube            |
| イヤフォン         | Ms.OOJA「イヤフォン」 - YouTube            |
| あの日のメロディー | Ms.OOJA「あの日のメロディー」 - YouTube    |

## タイアップ
| 曲名       | タイアップ                                    |
| ---------- | --------------------------------------------- |
| 星をこえて | 中部電力「全力の電力。」CMソング（2019年1月） |

## チャート
| チャート(2018)                           | 最高位 |
| ---------------------------------------- | ------ |
| Oricon 週間CDアルバムランキング          | 31     |
| Billboard Japan 週間CDアルバムランキング | 21     |

## 対談
| 対談相手(曲名)                | 対談記事             | 対談動画                           |
| ----------------------------- | -------------------- | ---------------------------------- |
| 貫地谷しほり (星をこえて)     | 貫地谷しほりxMs.OOJA | 「貫地谷しほりxMs.OOJA」 - YouTube |
| 真矢みき (蒼波)               | 真矢みきxMs.OOJA     | 「真矢みきxMs.OOJA」 - YouTube     |
| 浅尾美和 (愛しい人よ)         | 浅尾美和xMs.OOJA     | 「浅尾美和xMs.OOJA」 - YouTube     |
| 近藤くみこ (イヤフォン)       | 近藤くみこxMs.OOJA   | 「近藤くみこxMs.OOJA」 - YouTube   |
| 井上麻矢 (あの日のメロディー) | 井上麻矢xMs.OOJA     | 「井上麻矢xMs.OOJA」 - YouTube     |